# 元素精靈
元素精靈（Elemental）是最先由帕拉塞爾斯在關於煉金術的著作中提出的概念，將世界分為四種元素與其主掌精靈的組成，共有以下四種：
- 地元素（gnome），詳見諾姆。
- 水元素（undine，或ondine），詳見溫蒂妮。
- 風元素（sylph），詳見西爾芙。
- 火元素（salamander），詳見沙羅曼達。

關於四元素精靈的說法其實略有不同，以上是最通行的版本。在許多歐洲民間傳說和煉金術書籍中都可以找到這些元素精靈的概念，而他們的名稱也常常和其他相似的神秘事物搞混在一起。元素精靈的基本概念其實可以追溯到建構世界的四元素想法，這種概念在歐洲古典時代相當的盛行，並大大的影響了中世紀自然哲學。

## 外部連結
- （英文）Angel Focus的元素精靈頁 （页面存档备份，存于）

- （英文）元素精靈表 （页面存档备份，存于）

- （德文）Collected Works of Paracelsus V. 14 at the University of Braunschweig